# 尚元王
尚元（琉球語：／  ?；1528年—1572年）是琉球國第二尚氏王朝第五代國王。他是第四代國王尚清王的第二王子。1556年至1572年在位。神號日始按司添（琉球語：／ ）。童名金千代（琉球語：／ ），一作鶴千代（琉球語：／ ）。
據《中山世譜》記載，尚元原是尚清王生前指定的繼承人。但1555年尚清王死後，法司葛可昌（城間親方秀信）、和為美（國頭親方景明）卻突然變心，欲擁立尚清王第四子尚鑑心為君。法司毛龍吟（新城親方安基）提薙刀叱責二人。群臣多有支持毛龍吟者，因此和、葛二人畏懼而不敢複言。於是尚元在繼承權爭奪之中勝利，並於次年即位。1559年，將和為美流放久米島，葛可昌流放伊比屋島。1562年（嘉靖四十一年），明世宗派遣刑科給事中郭汝霖、行人李際春為冊封正副冊封使封尚元為王。
尚元王體弱多病，常常無法正常管理國事。為了保證朝政的正常運行，琉球王府推舉了三名法司為其代理。從此琉球王府中法司的人數定例為三名，這三名法司被統稱為「三司官」。朝政基本上掌握在毛龍吟等三司官手裡，因此尚元王被稱人為「啞巴國王」。 尚元王死後，三司官的制度被保留了下來。
尚元王在位期間，琉球與明朝保持良好的外交關係，多次送還漂流至琉球境內的中國船民。1565年（嘉靖44年），倭寇過境琉球，在北山地區為琉將鄭都所敗。尚元王遣使將被倭寇虜獲的中國人口送還明朝。
尚元王也曾一度與日本薩摩藩保持良好的關係，然而在1570年至1572年，雙方關係出現兩次危機。1570年，薩摩島津貴久的使者雪岑和尚至琉球，要求尚元王向薩摩朝貢，遭琉方拒絕。島津大怒，煽動奄美大島酋長發動叛亂，並向奄美派遣軍隊，給奄美的酋長提供軍事上的支持。1571年，尚元率船五十餘隻御駕親征，在奄美大島兩次與薩摩軍交戰，敗薩軍，俘殺叛變的酋長。歸軍途中，尚元王病危，三司官馬順德（國頭親方正格）對天祈禱愿代王死，不久尚元王竟果然病愈。尚元王大為感動，封馬順德之子為按司，稱國頭御殿，世代襲爵。
1572年4月1日，45歲的尚元王病逝，次子尚永繼位。

## 家族
- 父 尚清
- 母 思真錢金按司加那志毛氏
- 妃 真和志聞得大君加那志（廣德寺浦添親方女孫，號梅岳。第三代聞得大君）
- 夫人
  - 久米具志川按司志良禮（童名眞鍋樽金，號雪嶺、父為幸地村翁長大屋子）
  - 前東之按司（童名眞鍋樽金，號梅嶺。父為毛氏一世新城親方安基毛龍吟，葬於玉陵）
  - 真南風按司（童名眞津比樽，號南霜。父為毛氏三世豊見城親方盛庸毛實，葬於玉陵）
- 子女
  - 長子 尚康伯、久米具志川王子朝通（護得久御殿一世、母為雪嶺。庶子，不得立）
  - 次子 尚永、阿應利屋恵王子（母為妃）
  - 三子 尚久、金武王子朝公（金武御殿一世、母為梅嶺）
  - 長女 首里大君按司加那志（號一枝，高級祝女（首里大君）、母為妃、小祿御殿三世尚懿之妻。尚寧之母）